# Was Männer wollen
Was Männer wollen (Originaltitel: What Men Want) ist eine US-amerikanische Filmkomödie von Adam Shankman aus dem Jahr 2019. Der Film basiert lose auf dem Film Was Frauen wollen (2000) von Nancy Meyers mit umgedrehten Geschlechterrollen.

## Handlung
Ali Davis ist eine resolute Sportagentin in der von Männern dominierten Sportagentur Summit Worldwide Management, wo sie fest mit einer Beförderung in die Geschäftsführung rechnet. Doch sie wird wieder einmal zugunsten eines Kollegen übergangen und der Firmenchef Nick begründet dies damit, dass sie keinen Draht zu Männern habe. Um ihm das Gegenteil zu beweisen, verkündet sie, den aufstrebenden Basketballer Jamal Barry, aussichtsreicher Kandidat als höchstdotierter Nachwuchsspieler aller Zeiten, unter Vertrag zu nehmen.
Die desillusionierte Ali trinkt abends zu viel und begleitet anschließend den Barkeeper Will zum Sex in dessen Wohnung. Am nächsten Morgen wird sie von seinem Sohn geweckt. Da sie denkt, Will sei verheiratet, flieht sie aus seiner Wohnung. Der anschließende Fototermin mit Jamal für ein Sportmagazin verläuft nicht sehr gut, insbesondere da Jamals Vater und Manager Joe ungehalten darauf reagiert, dass sein Sohn sich die Titelseite mit Lisa Leslie teilen soll. Um Ali aufzumuntern, treffen ihre Freundinnen sich abends mit ihr zum Feiern, wozu auch die Wahrsagerin „Sister“ eingeladen ist. Diese verabreicht Ali einen Tee aus Kalanchoe pinnata, dessen berauschende Wirkung verursacht, dass sie später beim Tanzen in einem Club ausrutscht und sich den Kopf stößt.
Als sie am nächsten Tag im Krankenhaus aufwacht, hört sie die Gedanken ihres Arztes. Zusammen mit ihrem Assistenten Brandon findet sie heraus, dass sie die Gedanken von Männern hören kann. Zunächst will sie die neu erworbene Gabe loswerden, doch „Sister“ überzeugt sie, dies zu ihrem Vorteil zu nutzen. Sie erfährt von der abendlichen Pokerrunde ihrer männlichen Kollegen, wo sie auftaucht und herausfindet, dass ihr Kollege Ethan sie bei Summit ausgebootet hat. Sie kann Joe überzeugen, ihr eine weitere Chance zu geben, Jamal betreuen zu dürfen. Da Joe jedoch Frauen ohne Familie misstraut und zufällig Will mit seinem Sohn auftaucht, gibt sie vor, dass es sich um ihren Ehemann und ihren Sohn handele, jedoch ohne beide einzuweihen. Abends treffen sich alle bei einem Basketballspiel im VIP-Bereich, wo Ali alle Mühe hat, den Schwindel geheim zu halten. Später beim Sex mit Will kann sie ihm dank ihrer Fähigkeiten zu einer unvergesslichen Nacht verhelfen.
Am nächsten Morgen verkündet Nick bei einer Besprechung in der Sportagentur, dass Ethan gekündigt hat und selbst Jamal unter Vertrag nehmen will, der statt in der NBA nun in China spielen soll. Nick gibt Ali die Schuld an dem geplatzten Vertrag und erklärt ihr, sie nur deshalb nicht zu feuern, weil sie schwarz und eine Frau sei und damit gleich zwei Minderheiten repräsentiere. Gleichzeitig fliegt ihr Schwindel mit Will als angeblichem Ehemann auf, der sich daraufhin von ihr trennt. Später auf der Hochzeit ihrer Freundin Mari enthüllt sie trotz Brandons Warnung intime Details aus dem Privatleben der Gäste und lässt dadurch die Hochzeit platzen. Bei dem anschließenden Tumult fällt Ali erneut auf den Kopf und verliert das Bewusstsein.
Als sie im Krankenhaus aufwacht, hat sie ihre Fähigkeit, Gedanken von Männern zu lesen, verloren. Sie beginnt nun, alles wieder gut zu machen, und spricht sich mit ihren Freundinnen aus. Sie trifft sich mit Jamal und rät ihm, auf sein Herz zu hören, woraufhin er sich entscheidet, sich von Ali unter Vertrag nehmen zu lassen und doch in der NBA zu spielen. Ali soll daraufhin von Nick ihre langersehnte Beförderung erhalten, entscheidet sich aber, zusammen mit ihrem loyalen Kollegen Kevin ihre eigene Agentur zu gründen und den talentierten Brandon als Agent einzustellen. Anschließend überrascht sie Ben mit einer Torte zu dessen Geburtstagsfeier und bittet Will um eine zweite Chance, worauf er zustimmt.

## Hintergrund
Der Film basiert auf der Fantasy-Komödie Was Frauen wollen (2000) von Nancy Meyers mit Mel Gibson als Macho. Der Film war 2001 einer der erfolgreichsten Filme, bekam aber nie eine Fortsetzung, sondern lediglich zwei nicht autorisierte Remakes, eines davon in Indien (2004) und Was Frauen wollen 2, trotz des Titels keine Fortsetzung, in Japan. Für das offizielle US-amerikanische Remake wurden schließlich die Geschlechterrollen getauscht. Die Hauptrolle wurde mit Taraji P. Henson besetzt, die Handlung in eine Sportmanagement-Agentur verlegt. So kommt es zu Cameos und Gastauftritten zahlreicher Sportstars, darunter die NBA-Stars Shaquille O’Neal und Karl-Anthony Towns.
Der Film wurde am 8. Februar 2019 in den Vereinigten Staaten von Paramount Pictures und BET Films veröffentlicht. In Deutschland kam er am 14. März 2019 ins Kino. Das Produktionsbudget betrug etwa 20 Millionen US-Dollar. Weltweit spielte er etwa 72,2 Millionen US-Dollar ein.

## Kritik
Der Filmdienst bezeichnete den Film als „überdrehtes Remake der Komödie Was Frauen wollen“. „Die romantische Komödie ist (…) zu sehr auf die augenblickliche historische Situation hin konzipiert und mit politischen Ballast überfrachtet; zudem spart sie nicht mit schwer verdaulichen Gags und Anzüglichkeiten und stellt ihre ‚Blackness‘ viel zu klischeebehaftet aus.“
Christoph Petersen vergab auf Filmstarts nur zwei von fünf Punkten. Er lobte die Arbeit der Hauptdarstellerin, kritisierte aber das Drehbuch stark, das vor allem in der Frage der Kritik „arg zahnlos“ sei. Sein Fazit: „Am Ende ist selbst die großartige Taraji P. Henson gegen das völlig unterentwickelte, weder sonderlich bissige noch übermäßig lustige Drehbuch machtlos.“
Cinema.de vergab als Redaktionswertung einen von fünf Punkten schrieb: „Regisseur Adam Shankmans (‚Der Babynator‘) Update des Mel-Gibson-Hits ‚Was Frauen wollen‘ (2000) hat außer einer tapferen Hauptdarstellerin nicht viel Neues zu bieten, die Witze bleiben flach.“
Susan Vahabzadeh von der Süddeutschen Zeitung nannte den Film „eine solide, aber fast vollständig vorhersehbare Komödie“.